# Josephine Park
Josephine Park, född 10 april 1987, är en dansk skådespelare.
Park har bland annat medverkat i TV-serierna Oxen, Sjuksköterskan och Baby Fever.

## Filmografi (i urval)
- 2020 – Utredningen (TV-serie)
- 2022–2024 – Baby Fever (TV-serie)
- 2023 – Sjuksköterskan (TV-serie)
- 2023 – Oxen (TV-serie)